# Ivan Passer
Ivan Passer (Prága, 1933. július 10. – Reno, Nevada, USA, 2020. január 9.) cseh filmrendező, forgatókönyvíró.

## Életútja
Prágában született. A második világháború után a Poděbrady-i gimnáziumban érettségizett. Majd filmezést tanult az egyetemen, de 1957-ben kirúgták. Ezután alkalmi és segédmunkásként dolgozott. Miloš Formannal, Jaroslav Papoušekkel és Václav Šašekkel írt közösen forgatókönyveket.
1965-ben került bemutatásra az Intim megvilágításban című filmje, melyet ő is rendezett. Másik két jelentős filmje az Egy szöszi szerelme és a Tűz van, babám! Miloš Forman rendezésben készült el. Csehszlovákia 1968-as szovjet megszállása után az Egyesült Államokba emigrált. Az itt készült filmjei közül a legfigyelemreméltóbb az 1981-es Cutter útja.

## Filmjei
Csehszlovákia
- Konkurs (1963, forgatókönyvíró, Miloš Formannal, Jaroslav Papoušekkel és Václav Šašekkel)
- Intim megvilágításban (Intimní osvětlení) (1965, rendező, forgatókönyvíró Jaroslav Papoušekkel és Václav Šašekkel)
- Egy szöszi szerelme (Lásky jedné plavovlásky) (1965, forgatókönyvíró Miloš Formannal, Jaroslav Papoušekkel és Václav Šašekkel)
- Tűz van, babám! (Hoří, má panenko) (1967, forgatókönyvíró Miloš Formannal, Jaroslav Papoušekkel és Václav Šašekkel)

Egyesült Államok
- Győzelemre született (Born to Win) (1971, rendező, forgatókönyvíró David Scott Miltonnal)
- Law and Disorder (1974, rendező, forgatókönyvíró Kenneth Harris Fishmannel és William Richerttel)
- Nyerő páros (Ace Up My Sleeve / Crime and Passion) (1976, rendező, forgatókönyvíró William Richerttel)
- Az ezüst rejtélye (Silver Bears) (1977, rendező)
- Cutter útja (Cutter's Way) (1981, rendező)
- Faerie Tale Theatre (1983, tv-sorozat, egy epizód, rendező)
- Lombikfeleség (Creator) (1985, rendező)
- Haunted Summer (1988, rendező)
- Fourth Story – Twilight Mystery (1991, tv-film, rendező)
- Stalin (1992, tv-film, rendező)
- Ne bízz senkiben! (While Justice Sleeps) (1994, tv-film, rendező)
- Emberrablók (Kidnapped) (1995, tv-film, rendező)
- A kívánság fája (The Wishing Tree) (1999, rendező)
- Kisvárosi szerelem (Picnic) (2000, tv-film, rendező)
- Nomád (Nomad) (2006, rendező)